# Parque nacional de Nameri
El Parque Nacional de Nameri es un parque nacional indio, ubicado en las colinas del Himalaya Oriental en el distrito de Sonitpur en el estado de Assam, alrededor de 35 km desde Tezpur. Nameri está a alrededor de 9 km desde Chariduar, el pueblo más cercano.
Nameri comparte su límite norte con el Santuario de la vida salvaje de Pakhui de Arunachal Pradesh. Juntos, constituyen una zona de más de mil kilómetros cuadrados de la que Nameri tiene una superficie total de 200  km²

## Historia
El parque fue declarado reserva forestal el 17 de octubre de 1978. Fue creado como "santuario de Nameri" el 18 de septiembre de 1985 con una superficie de 137 km² como parte de la reserva forestal de Naduar. Hasta entonces, el parque nacional de Nameri se usó para explotar la madera. Otros 75  km² se añadieron el 15 de noviembre de 1998 cuando fue establecido oficialmente como un parque nacional.
El río Jia Bhoroli de Assam era famoso desde la época de la ocupación británica por la pesca de carpas.

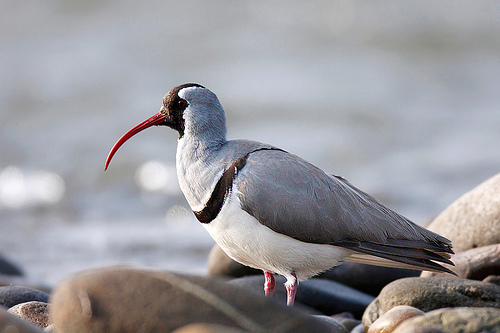
Picoibis en el P. N. de Nameri.

## Flora
El tipo de vegetación de Nameri es semi-perenne, bosques caducifolios húmedos con cañas y bambú y estrechas franjas de tierra de praderas abiertas junto a los ríos. Los bosques son también ricos en epifitas, lianas, rastreras y grupos de bambú
Este bosque tiene más de 600 especies. Algunas de las más destacadas son el "gamhar", Magnolia champaca, Chukrasia tabularis, Lagerstroemia speciosa, Rudraksha, Terminalia myriocarpa, Mesua ferrea. También es el hábitat de orquídeas como el Dendrobium, el Cymbidium y la Gran zapatilla de dama.

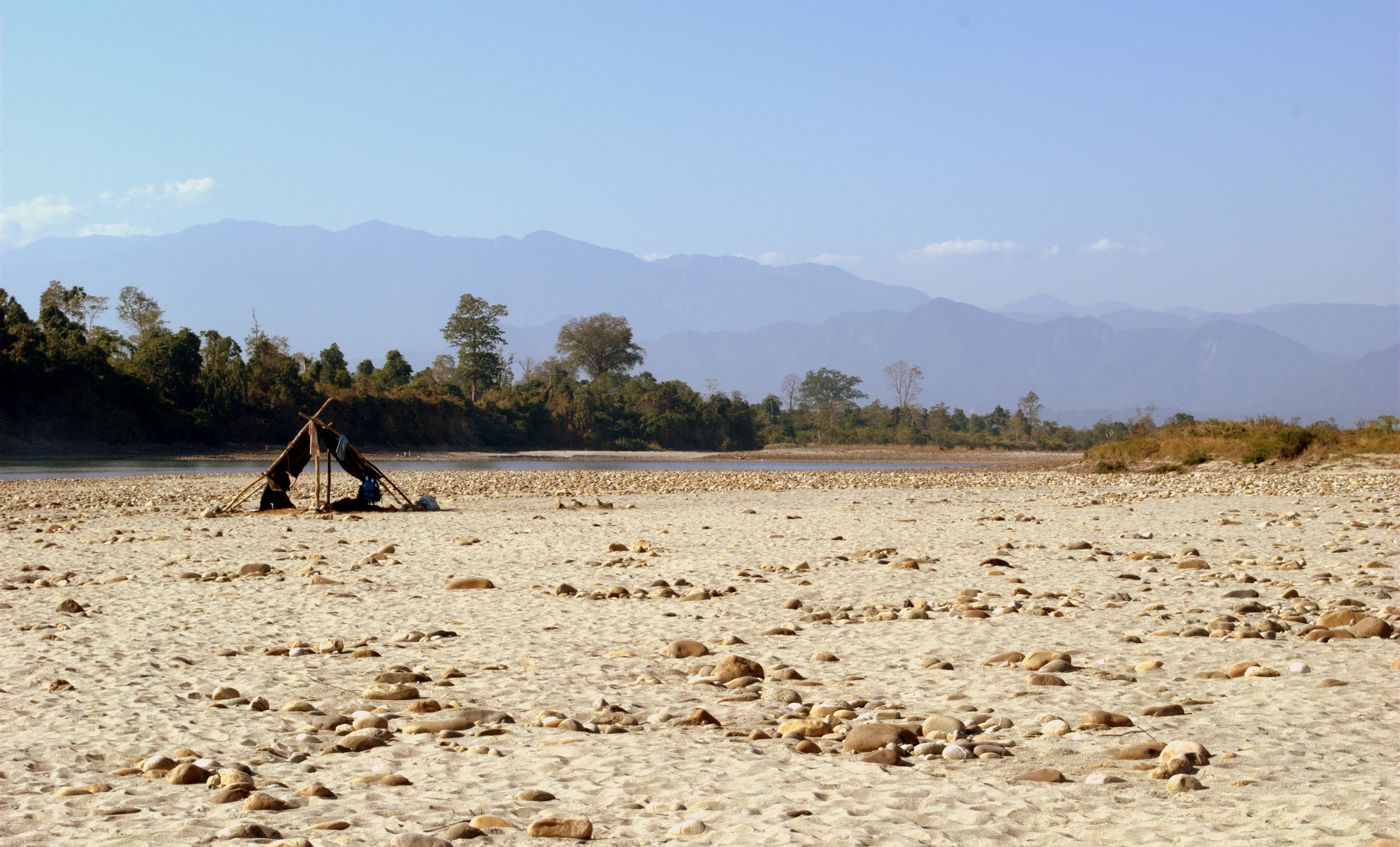
P. N. Nameri - Kangkan Hazarika

## Fauna
Nameri es un paraíso para los ornitólogos, con más de 300 especies de aves. Así, en 2005, se registraron 374 especies de aves en el Parque Nacional de Nameri. Destaca el pato de alas blancas y varias especies de cálaos: bicorne, gorginegro y del Nepal. Además, hay ejemplares de cigüeña negra, picoibis, abejaruco barbiazul, timalíidos, caradrinos y muchos otros pájaros hacen de Nameri su hogar.
Algunos de los mamíferos que se encuentran aquí son el cuón o dole, o perro salvaje asiático, el jabalí enano. También encontramos al sambar, el gaur, el tigre leopardo, la pantera nebulosa, el gato de Bengala, el muntíaco de la India, el jabalí, el oso perezoso, el oso tibetano, el búfalo indio, el pangolin chino, el chacal común, el langur o lutung de gorra y la ardilla malabar.
Otra razón por la que el parque es famoso, son las manadas de elefante indio o asiático; de hecho, se estuvo sopesando convertirla en una reserva de elefantes. El parque tiene una alta densidad de población de elefantes y, debido a la disminución de la zona forestal, estos animales a veces invaden los pueblos habitados, lo cual ha atraído la atención de conservacionistas de fauna de todo el mundo.
Además en el parque viven mariposas y reptiles.

## Conflictos y amenazas
Nameri se enfrenta a dos amenazas: una se debe a la continua tala oficial en el distrito de Sonitpur; la otra gran amenaza para Nameri es el conflicto entre humanos y animales, debido a las aproximadamente 3000 cabezas de ganado que pastan en el bosque. Existe otro conflicto entre humanos y animales debido a la gran población de elefantes que habitan en Nameri. Este conflicto surgió principalmente debido a que las manadas de elefantes saqueaban cultivos, dañaban viviendas y mataban al ganado. En un estudio publicado en noviembre de 2011, los investigadores encontraron una correlación entre el conflicto entre humanos y elefantes y la disminución de la cobertura forestal por debajo del 30-40%. Se han registrado varios casos de muerte de elefantes. Así, por ejemplo, en 2001 se registraron 18 muertes de elefantes.

## Información para el turista
La mejor temporada para visitar el parque es entre los meses de noviembre a mayo, mejor aún entre diciembre y marzo. La ciudad más cercana es Tezpur (a 35 kilómetros)